# Fuji T-5
Fuji T-5 je japonský letoun pro základní výcvik poháněný turbovrtulovým motorem vzniklý vývojem z dřívějšího Fuji KM-2. Instruktor a pilotní žák v něm sedí vedle sebe.

## Vznik a vývoj
Typ byl Fuji Heavy Industries vyvinut jako náhrada stroje Fuji KM-2 (vyvinutého z letounu Beechcraft T-34 Mentor) s pístovým motorem jako základní cvičný letoun pro Japonské námořní síly sebeobrany. Původní pístový motor Lycoming byl nahrazen turbovrtulovým typem Allison 250 a výsledný stroj, označený KM-2D, poprvé vzlétl 28. června 1984 a typový certifikát získal 14. února 1985. Dalším vývojem vznikl KM-2Kai s modernizovaným kokpitem se sedadly vedle sebe a odsuvným překrytem nahrazujícím dveře automobilového typu použité u KM-2, které byly zachované i u KM-2D.
T-5 je celokovový samonosný dolnoplošník s turbovrtulovým motorem Allison 250-B17D pohánějícím třílistou plynule stavitelnou vrtuli. Příďový podvozek je zatažitelný, hlavní nohy směrem k trupu a přední dozadu. Kabina je zakrytá odsouvatelným překrytem a sedadly umístěnými vedle sebe, jedním párem v akrobatickém cvičném provedení a dvěma v užitkové verzi. Typ je vybaven dvojím řízením.

## Operační historie
KM-2Kai byl v březnu 1987 pod označením T-5 objednán Japonskými námořními silami sebeobrany a dodávky celkem 40 vyrobených kusů začaly v roce 1988. Typ je ve výzbroji 201. cvičné peruti na základně Ozuki. Původní KM-2 již byl ze služby vyřazen.

## Uživatelé
- Japonsko
  - Japonské námořní síly sebeobrany

## Specifikace (T-5)

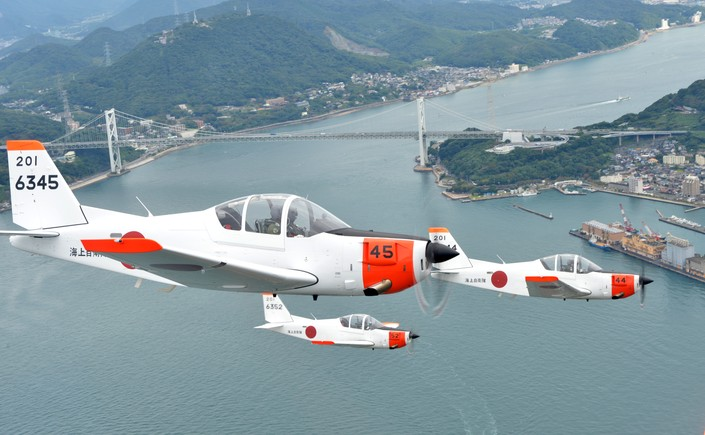
Fuji T-5

Údaje podle

### Technické údaje
- Osádka: 2 (instruktor a žák)
- Délka: 8,4 m
- Rozpětí křídel: 10,00 m
- Výška: 2,9 m
- Plocha křídel: 16,5 m²[2]
- Profil křídla: NACA 23016.5/23012 (kořen/špička)[5]
- Hmotnost prázdného stroje: 1 082 kg
- Vzletová hmotnost: 1 805 kg
- Pohonná jednotka: 1 × turbovrtulový motor Allison 250
- Výkon pohonné jednotky: 350 hp (261 kW)

### Výkony
- Maximální přípustná rychlost letu: 413 km/h
- Maximální rychlost: 357 km/h
- Cestovní rychlost: 287 km/h
- Pádová rychlost: 104 km/h[5]
- Dolet: 945 km
- Praktický dostup: 7 620 m
- Stoupavost: 8,6 m/s